# Ngawang Kunga
Ngawang Kunga (Kyabgon Gongma Trichen Rinpoche) (Shigatse, 7 de septiembre de 1945) fue el maestro principal del tradición Sakya y segundo en la jerarquía espiritual del budismo tibetano después del dalái lama.
Se le considera una emanación de Mañyushri, el Buda de la Sabiduría.
En 1959, fue nombrado 41.º Sakya Trizin (líder del Linaje Sakya, en el Budismo Tibetano) por S.S. el dalái lama.
Tiene dos hijos, los cuales son los sostenedores del Linaje Sakya, S. S. Ratna Vajra (42.º Sakya Trizin) y S. Em. Gyana Vajra (43.º Sakya Trizin, actualmente en el cargo).

## Vida
Nacido con el nombre de Ngawang Kunga en Tsedong, cerca de Shigatse (Tíbet) dentro del linaje khön. Desde la edad de 5 años comenzó sus estudios religiosos. A la edad de siete años, pasó el examen sobre tantra raíz Hevajra en el gran monasterio Sakya y a los ocho años recibió la iniciación del Buda Amitayus realizando luego su primer retiro de Hevajra. Luego de una peregrinación a Lhasa en 1952 fue reconocido como heredero al trono Sakya, asumiendo formalmente en el año 1959.
En 1962 a la edad de 17 años recibe su primera iniciación Hevajra en Kalimpong. Esta iniciación corresponde al Tantra Yoga Supremo o Anuttara Yoga Tantra
Con el fin de mantener el linaje Sakya, Su Santidad se casa en 1974 con Dagmo Tashi Lhakyet naciendo ese mismo año su primer hijo, Ratna Vajra. En 1979 nacerá su segundo hijo, recibiendo el nombre de Gyana Vajra.

### Nacimiento e infancia
Su Santidad Sakya Trizin nació el 7 de septiembre de 1945 en Tsedong, cerca de Shigatse, Tíbet, el primer día del mes lunar 8, en el año del pájaro de madera en el palacio Sakya. Este día se observaron muchos signos asociados tradicionalmente con buenos auspicios, e inmediatamente después de su nacimiento se realizaron profundos rituales, de acuerdo con las antiguas tradiciones, a fin de aumentar su sabiduría.

### Educación
Su padre Vajradhara Ngawang Kunga Rinchen le dio el real nombre real de Ngawang Kunga Thegchen Palbar Trinley Samphel Wangyi Gyelpo, cuando le formó en su primera iniciación mayor, la de las Nueve Deidades de Amitâyus. Más tarde, cuando tenía tan solo cuatro años de edad, recibió también de su padre, la iniciación mayor de los aspectos pacíficos y coléricos de Vajrakilaya y muchas otras enseñanzas profundas. Cuando posteriormente perdió a su madre y su padre, siendo aún un niño, pasó a ser educado por su tía materna Trinley Paljor Zangmo, una destacada practicante que superaba incluso a muchos otros que pasaron su vida en retiro solitario de prácticas meditativas. Ella nombró a su primer tutor con quien aprendió a leer, escribir, memorizar y recitar oraciones. También aprendió canto, música, baile ritual, los mudras y todos los rituales y oraciones de las tradiciones tanto de los monasterios del norte como los del sur de Sakya. Al terminar estos estudios, se llevó a cabo una gran celebración, en la que Sakya Trizin entró oficialmente en los Monasterios Mahayana y Vajrayana para llevar a cabo las ceremonias tradicionales Sakya. En 1950, a la edad de cinco años, su principal maestro raíz, el gran abad Ngor Vajradhara Ngawang Lodron Shenphen Nyingpo, le otorgó el Lamdre y otras enseñanzas profundas.

### Reconocimiento
En 1951, S.S Sakya Trizin hizo una peregrinación en la que fue designado titular del trono de la orden Sakya, por Su Santidad el 14.º Dalái lama. Al año siguiente, se llevó a cabo una ceremonia de entronización en la que Ngawang Kunga aceptó los sellos oficiales Sakya, pasando a ser a partir de este momento el 41.er Sakya Trizin. Incluso a temprana edad era excepcionalmente inteligente y hábil en el cumplimiento de sus responsabilidades, cuando solo tenía siete años, pasó un extenso examen oral del Tantra raíz Hevajra en el monasterio Sakya Gran. Luego, en el monasterio Ngor, el abad Ngor y su gran maestro raíz le concedieron las enseñanzas comunes y no comunes del Lamdre.
En 1953, en respuesta a la intención expresada por su maestro raíz de entrar en Mahaparinirvana, Sakya Trizin realizó su primera iniciación de larga vida de Amitayus en el monasterio Ngor y también emprendió su primer retiro de meditación en Hevajra Sakya, tenía entonces tan solo ocho años de edad. Al año siguiente recibió la iniciación y la transmisión de la "Colección de Sadhanas" de Ngawang Tenzin Nyingpoi, el regente de Vajradhara Ngawang Lodro Shenphen Nyingpo. También recibió la iniciación y profundas instrucciones orales de las Tres Deidades Airadas (Vajrapani, Hayagriva y Garuda) y los dos principales protectores de la Orden Sakya de Lama Ngawang Lodro Rinpoche. También presidió un elaborado ritual Vajrakilaya en el principal monasterio Sakya.
A la edad de diez años, Sakya Trizin volvió a hacer una peregrinación a Lhasa, donde recibió instrucción religiosa del Dalái lama en el Palacio de Potala, allí ante una gran audiencia,  ofreció una extensa explicación de la ofrenda del mandala, lo que provocó el reconocimiento general de su gran sabiduría y comenzó la importante tarea de reordenar la comunidad Sakya.

### Exilio
En 1959, a la edad de catorce años, fue entronizado formalmente como Sakya Trizin, siendo precedida esta ceremonia de tres días de duración, por un extenso ritual de Mahakala que duró siete días. Este hecho coincidió con todo el proceso de la invasión china del Tíbet y tuvo que exiliarse a la vecina India.  En el exilio continuó recibiendo extensas enseñanzas filosóficas de lógica, Abhidharma, la Prajnaparamita o perfección de la sabiduría y la aclaración de los tres votos, de los grandes eruditos como Khenpo Thubten Dosep, Khenpo Serjong Appey y Khenpo Rinchen. De Khenpo Serjong Appey, recibió una explicación completa y detallada de Tantra raíz de Hevajra y muchas otras enseñanzas relacionadas. De Phende Khen Rinpoche, que fue también uno de su maestros raíz, recibió la iniciación y explicación de Yamantaka en la tradición Ra Lotsawas, así como los escritos recogidos de Ngorchen Konchok Lhundup.
En 1962, a la edad de diecisiete años, Sakya Trizin dio su primera iniciación Hevajra en Kalimpong. En 1963 a causa de las tensiones políticas entre India y China a principios de los 60, se trasladó del fronterizo estado de Darjeeling a la relativa seguridad de Mussoorie, una tranquila zona al pie de los Himalayas cercana a Dehradun, donde continuó su exhaustivo trabajo de reagrupar a la comunidad y asistir a los exiliados. Posteriormente se dedicó a restablecer la orden Sakya en Rajpur. La asamblea de monjes Sakya fue trasladada al Centro Sakya de reciente creación, donde otorgó muchas enseñanzas profundas e iniciaciones. En el mismo año, por primera vez, Sakya Trizin dio las preciosas enseñanzas de Lamdre en Sarnath. Un año más tarde, se estableció el asentamiento Sakya, en Puruwala, Himachal Pradesh, para los miembros laicos de la comunidad Sakya.

### Matrimonio, descendencia y enseñanzas
Con el fin de mantener la transmisión de enseñanzas en el linaje de la familia Khon, Sakya Tizin se casó con Dagmo Tashi Lhakee en 1974 y ese mismo año nació su hijo mayor Ratna Vajra. Este año también viajó por primera ver por Europa, América y varios países de Asia impartiendo enseñanzas.
En 1976 dio sus segundas enseñanzas Lamdre en el Centro Sakya y al año siguiente, a petición de SE Luding Khen Rinpoche, enseñó la "Colección de Sadhanas" en el monasterio de Matho en Ladakh.
En 1977 volvió a otorgar enseñanzas por varios países de Asia, Europa y EE. UU.  y dos años después, en 1979, nació su hijo menor Gyana Vajra.
En 1980 Sakya Trizin realizó la ceremonia de apertura del principal monasterio Sakya,Thubten Namgyal Ling en Puruwala, y otorgó sus primeras enseñanzas Lamdre Lobshed. En 1982, Su Santidad el Dalái lama hizo una visita oficial al monasterio e impartió allí muchas enseñanzas.
De Chogye Trichen Rinpoche, Sakya Trizin también recibió la poco común tradición Tsarpa de las enseñanzas Lamdre y la tradición Jonang de "Los Cien explicaciones." Un año más tarde realizó en Dharamsala una ceremonia especial de larga vida para el Dalái lama.
Siguió impartiendo enseñanzas en Asia y en Europa en 1984. En Sakya Ling en Tsechen otorgó las enseñanzas de Lamdre Lobshed por segunda vez. Al año siguiente consagró el templo de Maitreya a petición del Chogye Trichen Rinpoche. Al final de ese año asistió a la iniciación de Kalachakra dada por el Dalái lama en Bodhgaya.
En 1986,  otorgó una vez más las enseñanzas poco comunes del Lamdre a una asamblea de monjes y discípulos de Dharma occidentales. En 1988 presidió la consagración del Centro Ngorpa de nueva construcción en Manduwala. S.S. se quedó luego allí durante varios meses con el fin de otorgar más de treinta grandes iniciaciones de la tradición Sakya.

### Actualidad
A partir del año 2013, a petición de sus muchos discípulos en Europa, viajó a cada uno de los centros de Dharma Sakya impartiendo en ellos extensas enseñanzas. Desde entonces, para el beneficio del Dharma del Buda y de sus discípulos, Sakya Trizin ha concedido numerosas iniciaciones, enseñanzas y charlas públicas, viajando extensivamente por todo el mundo para hacerlo. De esta manera, ha recibido todas las profundas enseñanzas de la tradición Sakya y muchas de las enseñanzas y transmisiones de otros linajes de numerosos maestros de las otras tradiciones, y se las ha transmitido a sus discípulos en todo el mundo.
Con el fin de promover la educación superior y una amplia formación filosófica, así como para mantener viva la transmisión de las enseñanzas Sakya, S.S. ha establecido la Universidad Sakya en Rajpur y el Instituto Sakya en Puruwala. Recientemente también, para el beneficio de las monjas Sakya, ha inaugurado el convento de monjas de Dekyiling en Dehradun, donde más de 170 monjas están recibiendo instrucciones religiosas.
De esta manera, a través de su sabiduría y su visión, S.S. ha revitalizado tanto el sutra como las tradiciones tántricas del linaje Sakya en particular, y el de budismo tibetano en general para garantizar la continuidad del Dharma de Buda.
El único libro en castellano de S.S. Sakya Trizin es "Libera tu corazón y tu mente. Introducción al Sendero Budista" en Ediciones Amara, Menorca 2014.